# میمونکان
میمونکان (نام علمی: Microbiotheriidae) نام یک خانواده از راسته میمونک‌سانان است.